# Liste von Todesopfern der Luftangriffe auf Dresden im Februar 1945

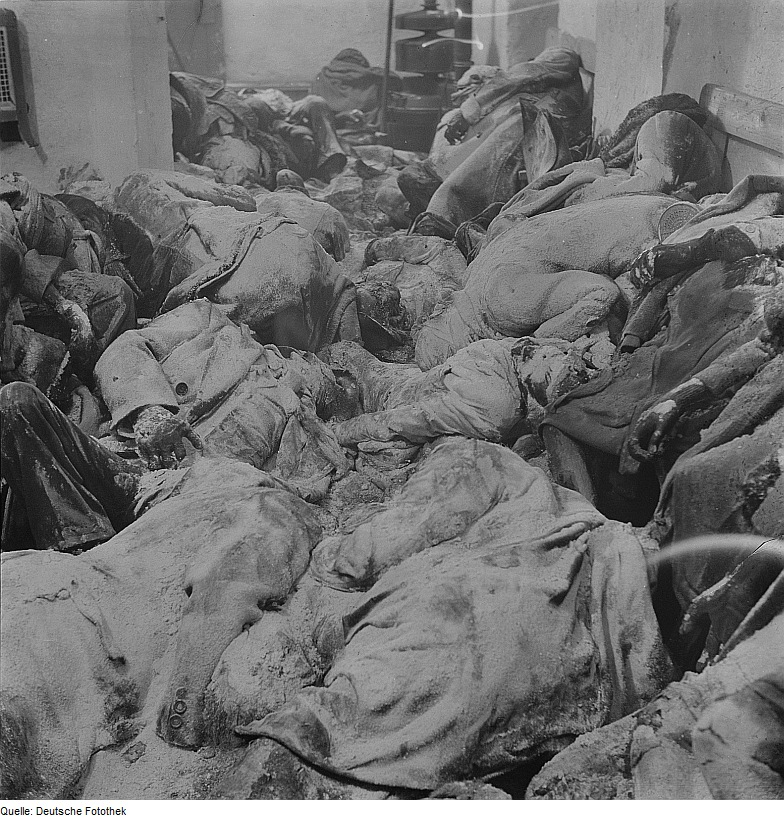
„Blick in einen öffentlichen Luftschutzraum mit 243 Leichen, 14 Monate nach dem Luftangriff“ (Richard Peter, April 1946)

Die Liste von Todesopfern der Luftangriffe auf Dresden im Februar 1945 (Auswahl) listet Personen auf, die Todesopfer der alliierten Bombenangriffe auf Dresden vom 13. bis 15. Februar 1945 wurden. Rund 20.100 Opfer konnten namentlich ermittelt werden, von mindestens 22.700, jedoch höchstens 25.000 Opfern. Unter ihnen befanden sich auch die Bewohner des „Judenhauses“ Sporergasse 2, des ehemaligen jüdischen Gemeindezentrums.
Die namentlich bekannten Opfer sind durch die Arbeit der Historikerkommission seit 2010 datenbankmäßig erfasst und diese ist ausschließlich über das Stadtarchiv Dresden (persönlicher Besuch vor Ort nötig) einsehbar. Sie wird aktuell gehalten. Für die öffentlichkeitsrelevante Darstellung hat die Stadt Dresden verfügt, diese nur noch summarisch (also ohne Namen) gebäude- bzw. grundstücksbezogen im Internet bereitzustellen, auch unter Wahrung der postmortalen Persönlichkeitsrechte.
Die nachfolgende Liste ist demzufolge nur ein (ganz kleiner) Ausschnitt aus der vorhandenen nichtöffentlichen Namensliste. Die Erwähnung beinhaltet keinerlei Wertung und ist auch nicht repräsentativ.
Alphabetisch:
- Karl Paul Andrae (1886–1945), Architekt
- Nikolaus von Ballestrem (1900–1945), Politiker und Industrieller
- Ellen Regina Beer, Kunstreiterin vom Zirkus Sarrasani in Dresden, der am 13. Februar noch spielte, bevor der Luftangriff einsetzte. Sie führte mit 17 Männern die Zirkuspferde an die Elbe, als sie beim zweiten Angriff nahe der Carolabrücke Opfer des Bombenangriffs wurde. Als sie gefunden wurde, hielt sie die Zügel ihres toten Doppelponys umklammert.[4]
- Cornelius Hendrikus Dorré, SS-Mann aus den Niederlanden[4]
- Rudolf Vitzthum von Eckstädt (1861–1945), Generalstaatsanwalt und Genealoge
- Gustav Eisenreich (1867–1945), Geologe, Lehrer, Naturschützer, verstarb mit Frau Johanna und ältestem Sohn Gustav
- Ottomar Enking (1867–1945), Schriftsteller[4]
- Wilhelm Franke (1891–1945), mit Frau Margarete und Tochter Gela[4]
- Arno Fuchs (1869–1945), Pädagoge
- Oswald Hempel (1895–1945), Puppenspieler
- Richard Holz (1873–1945), ehemaliger Oberbürgermeister von Zwickau
- Friedrich Wilhelm Hörnlein (1873–1945), Maler und Medailleur
- Otto Ivers (1895–1945), NSDAP-Politiker und Chemiker
- Janko Janeff (1900–1945), bulgarischer Dichter
- Ernst Kegel (1876–1945), Chemiker
- Georg Kelling (1866–1945) und Frau, Internist
- Georg Kind (1897–1945), Bildhauer
- Dora Köring (1880–1945), Tennisspielerin
- Kurt Kreiser (1891–1945), Musikjournalist, Dirigent und Komponist
- Johannes Krüger, stellvertretender Kommandeur der Kriegsgefangenen im Wehrkreis IV[4]
- Theodor Hermann Kühn, seit 1942 Schüler der Kreuzschule, er sollte auf Wunsch seines Vaters nach Hause geschickt werden, starb aber zuvor wie 11 Kreuzschüler am 13. Februar bei der Zerstörung ihrer Schule.[4]
- Katharina Ursula Langhorst (* 30. Mai 1922 in Dresden), war Mitglied eines sozialdemokratischen Widerstandsnetzwerks um die Gebrüder Fritz und Heinrich Langhorst in Dresden, erstickte mit Sohn und Eltern am 13. Februar im Keller[4]
- Dmytro Ładyka (1889–1945), ukrainischer Politiker (Mitglied des polnischen Sejm), Anwalt und sozialer Aktivist aus Ternopil.
- Franz Lehmann (1899–1945), starb in Gestapohaft durch den Bombenangriff
- Joachim Freiherr von der Leyen (1897–1945), Jurist und Nationalsozialist, an der Organisation des Holocaust beteiligt.
- Adolf Liebermann (1891–1945), Bildhauer, zerstört wurde auch sein Atelier
- Paul Lindau (1881–1945), Bildhauer
- Adolf Mahnke, Leiter des Malsaals im Schauspielhaus Dresden und Professor, starb mit seiner Frau im Bombenschutzkeller seines Wohnhauses[4]
- Karl Emil Mannsfeld (1865–1945), Politiker (Justizminister in Sachsen) und Jurist (Oberlandesgerichtsrat)
- Otto Oesterhelt (1883–1945), Geodät und Professor[4]
- Václav Rýdl und Vincenc Rýdl, tschechische Widerstandskämpfer, in Haft in Dresden am Landgericht am Münchner Platz, wo sie beim Bombenangriff starben.[4]
- Fritz Rauda (1879–1945), Architekt und Hochschullehrer
- Oskar Röhle (1870–1945), Architekt
- Georg Rüth (1880–1945), Bauingenieur, restaurierte zuvor die Frauenkirche
- Gertrud Schäfer (1880–1945), Malerin
- Otto Eduard Schmidt (1855–1945), Pädagoge und historischer Schriftsteller
- Richard Schmidt (1871–1945), SPD-Politiker
- Alfred Schrapel (1885–1945), Kommunalpolitiker, Arbeiterfunktionär, Antifaschist
- Wilhelm Otto Schumann (1886–1945), liberaler Pfarrer. Starb mit Frau, Tochter und Enkelin und zwei weiteren Pfarrerfamilien im Luftschutzkeller am 13./14. Februar.[4]
- Josef Simon (1868–1945), Pflanzenphysiologe
- Alfred und Iwan Schwarz. Einige der letzten Bewohner der sogenannten Judenhäuser in Dresden (Sporergasse 2). Beide waren behindert[4] und waren Gründer des Dresdner Taubstummen Schwimmvereins von 1920[5]
- Stepan Efremowitsch Stepankow, sowjetischer Kriegsgefangener seit 1942, Zwangsarbeit bei Luftabwehr, starb beim Bombenangriff am 13. Februar.[4]
- Arno Straube (1915–1945), Bergsteiger und Antifaschist
- Hildegarda Voglová, tschechische jüdische Röntgenärztin, Häftling im Metallwerk Striesen und Opfer des Bombenangriffs, erstickte und verbrannte in der Krankenstube ihres Lagers. Insgesamt sieben Häftlinge starben dort beim Angriff.[4]
- John Voss (1903–1945), deutscher Pflanzenbauwissenschaftler
- Otto Zipfel (1886–1945), ehemaliger KPD-Abgeordneter